# Mallosiola regina
Mallosiola regina – gatunek chrząszcza z rodziny kózkowatych i podrodziny zgrzypikowych. Jedyny przedstawiciel rodzaju Mallosiola.

## Zasięg występowania
Gatunek ten występuje w Azji Środkowej, notowany w Kazachstanie, Uzbekistanie oraz Tadżykistanie.